# Metaleptyphantes vates
Metaleptyphantes vates là một loài nhện trong họ Linyphiidae.
Loài này thuộc chi Metaleptyphantes. Metaleptyphantes vates được Rudy Jocqué miêu tả năm 1983.